# 疏锯齿柳
疏锯齿柳（学名：Salix serrulatifolia f. subintegrifolia）为杨柳科柳属锯齿柳下的一个变型。

## 扩展阅读
- 維基物種上的相關：疏锯齿柳